# 雲仙市立南串中学校
雲仙市立南串中学校（うんぜんしりつ みなみぐしちゅうがっこう）は、長崎県雲仙市南串山町丙にある公立中学校。略称は「南中」（なんちゅう）。

## 概要
歴史
1947年（昭和22年）の学制改革で新制中学校「南串山村立南串中学校」として創立。2012年（平成24年）に創立65周年を迎えた。
校訓
「心豊かに、求めて学ぶ」
校章
中央に「中」の文字を置いている。
校歌
1949年（昭和24年）に制定。作詞は内田英雄、作曲は伊藤英一による。歌詞は3番まであり、各番に校名の「南串中学校」が登場する。
応援歌
「南中」
校区
雲仙市南串山町全域。小学校区は雲仙市立南串第一小学校、雲仙市立南串第二小学校。

## 沿革
- 1947年（昭和22年）
  - 4月1日 - 学制改革（六・三制の実施）が行われる。
    - 旧・南串山第一国民学校の初等科が改組され、南串山村立第一小学校（修業年限6年）となる。
    - 旧・南串山第二国民学校の初等科が改組され、南串山村立第二小学校（修業年限6年）となる。
    - 旧・南串山第一国民学校の高等科は、第二国民学校の高等科および青年学校の普通科と改組され、新制中学校「南串山村立南串中学校」（修業年限3年）となる。

  - 4月23日 - 開校式を挙行。当初は独立校舎がなく、第一小学校の校舎と第二小学校の校舎に併設の形をとる。
  - 7月1日 - 帽章・バッジを制定。
  - 9月13日 - 保護者会が発足。
- 1948年（昭和23年）
  - 4月23日 - 保護者会が解散し、PTAが発足。
  - 11月19日 - 現在地に校地が決定する。
- 1949年（昭和24年）
  - 8月1日 - 長崎県立口加高等学校南串山分校が併設される。夜間定時制普通課程（現在で言う普通科）が設置され、修業年限は4年であった。
  - 8月13日 - 第一校舎が完成する。
  - 9月5日 - 新校舎（第一校舎）の使用を開始。
  - 11月14日 - 電話が設置される。
  - 12月18日 - 校歌を制定。ピアノを購入。
- 1950年（昭和25年）10月13日 - 運動場が整備される。
- 1951年（昭和26年）
  - 3月22日 - 第二校舎が完成。
  - 10月1日 - 放送設備が設置される。
- 1953年（昭和28年）7月21日 - 口加高校南串山分校の独立校舎（木造トタン葺2階建て）が完成し移転を完了したため、併設を解消[2]。
- 1954年（昭和29年）3月31日 - 図書館施設を拡充。
- 1956年（昭和31年）10月26日 - 創立10周年記念文化祭を実施。
- 1958年（昭和33年）5月1日 - 運動場を拡張。
- 1961年（昭和36年）
  - 4月 - 生徒数が最大の604名を記録する。
  - 5月1日 - 第三校舎が完成。
- 1962年（昭和37年）10月1日 - 技術実習室が完成。
- 1966年（昭和41年）5月2日 - 吹奏楽隊を結成。
- 1969年（昭和44年）4月1日 - 南串山町の発足により、「南串山町立南串中学校」に改称。
- 1971年（昭和46年）6月10日 - 体育館が完成。
- 1973年（昭和48年）4月5日 - 新校舎が完成。
- 1974年（昭和49年）6月25日 - 学校敷地緑化植樹を実施。
- 1979年（昭和54年）4月1日 - 特別教室が完成。
- 1980年（昭和55年）
  - 5月1日 - 運動場を拡張。
  - 12月19日 - クラブハウスが完成。
- 1982年（昭和57年）
  - 1月18日 - 運動場諸施設が完成。
  - 3月16日 - 運動場に植樹。
- 1983年（昭和58年）9月30日 - 夜間照明を設置。
- 1996年（平成8年）3月31日 - 隣接地に南串山町コミュニティセンターが完成。
- 1997年（平成9年）3月15日 - 創立50周年記念式典を挙行。
- 2002年（平成14年）4月15日 - 給食（選択制・依託制）を開始。
- 2003年（平成15年）3月13日 - 新体育館が完成。
- 2005年（平成17年）10月11日 - 雲仙市の発足により、「雲仙市立南串中学校」（現校名）に改称。

## 部活動
運動部
- バレーボール部
- 野球部
- 卓球部
- 陸上競技部

文化部
- 吹奏楽部

## 交通アクセス
最寄りのバス停
島鉄バス 「南串中学校前」バス停
最寄りの国道
- 国道251号

## 周辺
- 長崎県立島原特別支援学校南串山分教室
- 南串山コミュニティセンター
- 南串山郵便局
- NTT南串山電話交換所
- 八幡保育園
- 雲仙市役所 南串山総合支所（旧・南串山町役場）
- 雲仙市立南串第二小学校
- 長崎県警察雲仙警察署南串山警察官駐在所

## 出身著名人
- 宮崎久 - 1981年（昭和56年）3月19日、南高来郡南串山町（現・雲仙市南串山町）生まれ。陸上競技選手（短距離走選手）、ボブスレー選手。
- 福島政則 - 1983年（昭和58年）2月17日、南高来郡南串山町（現・雲仙市南串山町）生まれ。バレーボール選手（Vプレミアリーグ所属）。